# Adolf Jäger
Adolf Jäger (31 de març de 1889 - 21 de novembre de 1944) fou un futbolista alemany de la dècada de 1910. Va morir durant la Segona Guerra Mundial a Hamburg en un bombardeig.
Fou 16 cops internacional amb la selecció alemanya amb la qual participà en els Jocs Olímpics d'Estiu de 1912. Pel que fa a clubs, defensà els colors de SC Union 03 Altona i Altonaer FC von 1893 de 1907 a 1927.